# Edifício Dragão

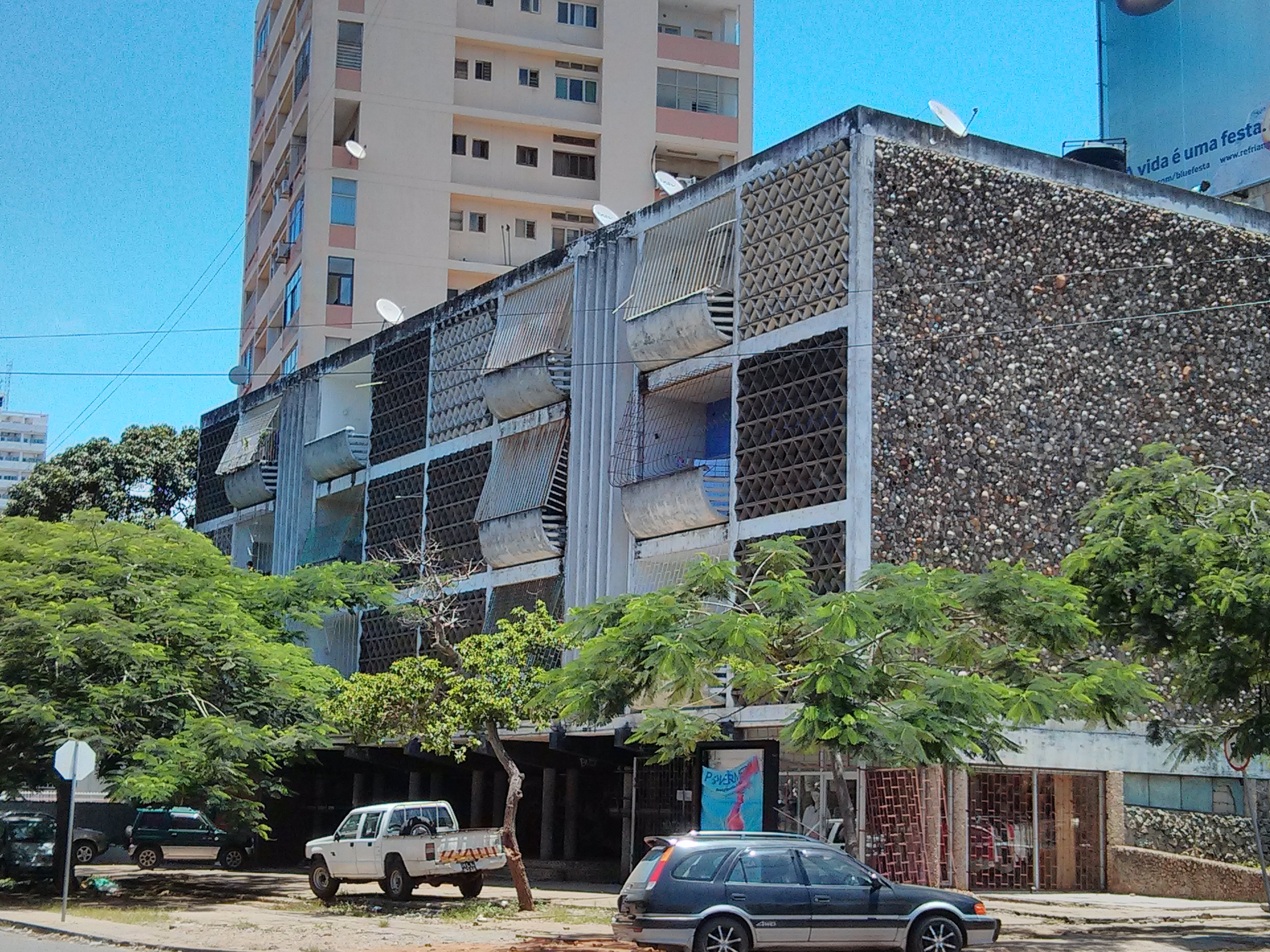
Edifício Dragão seitlich, von der Av. Eduardo Mondlane aus, gesehen

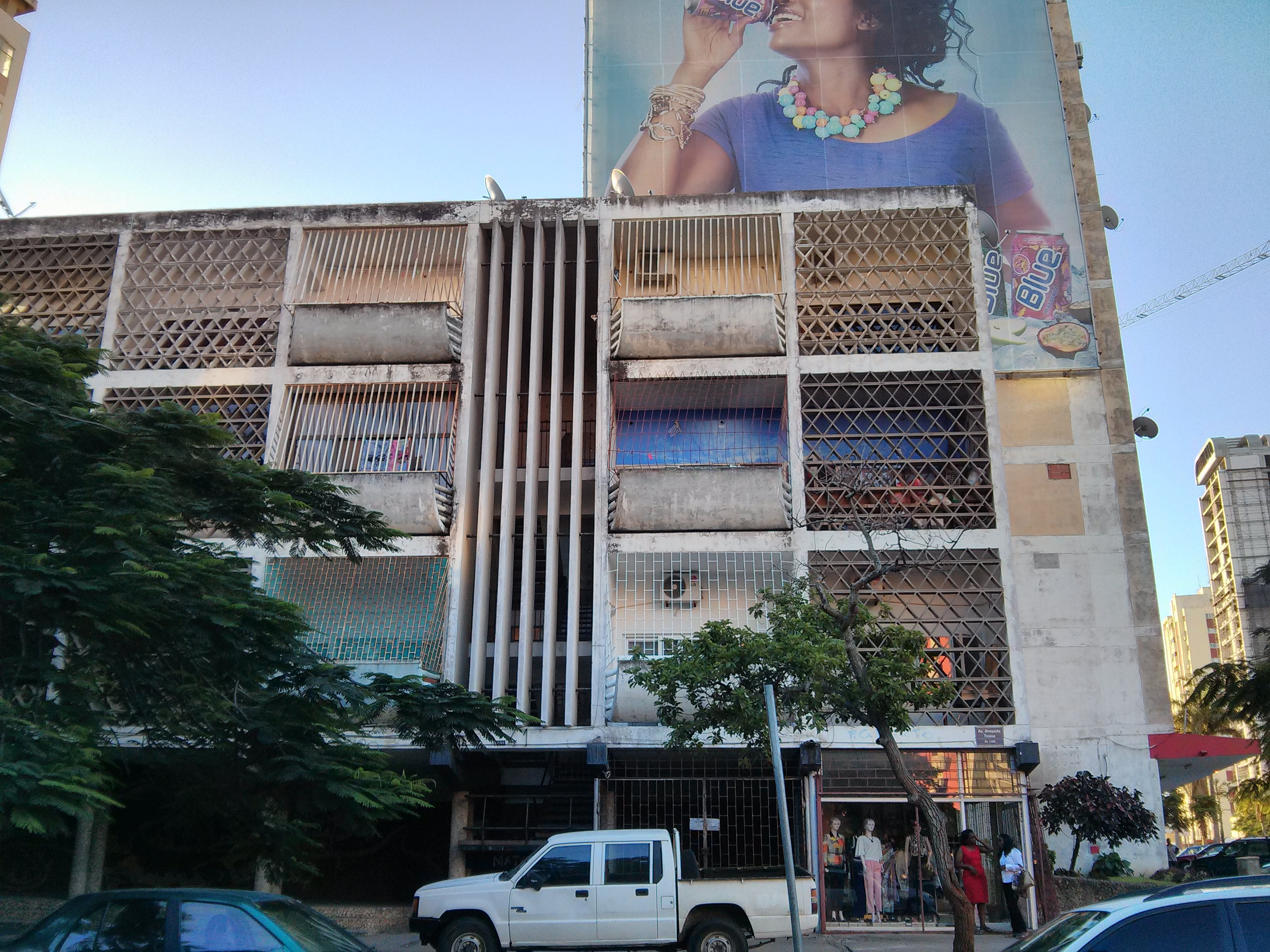
Blick auf nördlichen Treppenaufgang des Gebäudes

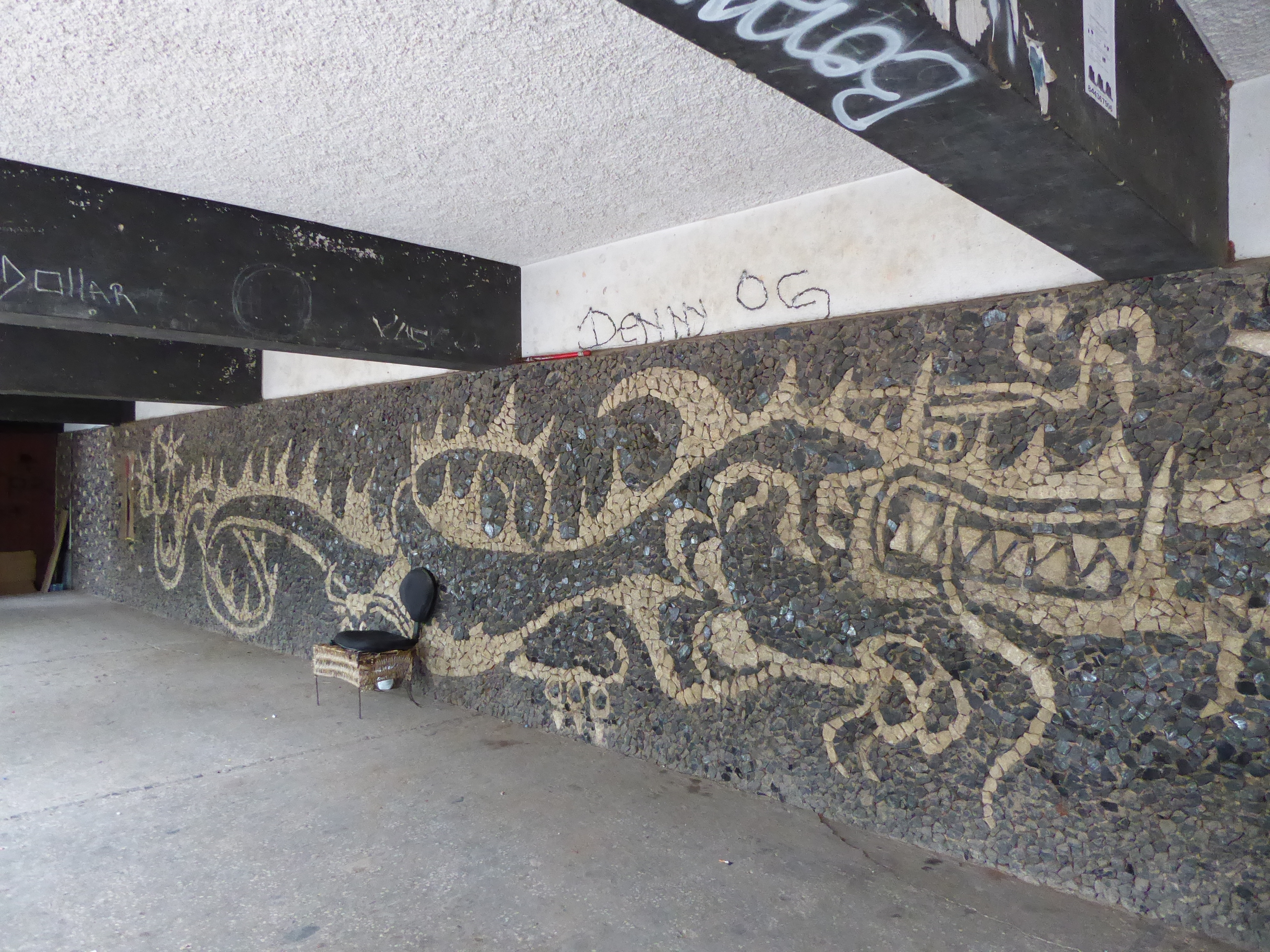
Drache im Eingangs-/Treppenaufgangsbereich des Gebäudes

Das Edifício Dragão (auch Prédio Dragão oder Casa do Dragão; zu Deutsch „Drachen-Gebäude“) ist ein Wohnhaus in der mosambikanischen Hauptstadt Maputo. Pancho Guedes lieferte den Entwurf für das 1951–53 errichtete Gebäude, ein Symbol für den von ihm proklamierten modernistischen und expressionistischen „Stiloguedes“. Es befindet sich an der Straßenkreuzung Avenida Eduardo Mondlane / Avenida Armando Tivane.

## Geschichte
Das Edifício Dragão war das erste Gebäude, das Pancho Guedes nach seiner Rückkehr aus Portugal in der damaligen portugiesischen Kolonie Mosambik entwarf. Das Gebäude umfasst drei Stockwerke, zwei Treppenaufgänge führen zu den insgesamt zwölf Drei-Zimmer-Wohnungen. Zwei weitere Treppenaufgänge zu den Balkons sind für Personal gedacht. Ursprünglich, so schreibt António Albuquerque, sollte es höher ausfallen. Im Erdgeschoss, auf Straßenebene, waren Parkplätze für Fahrzeuge vorgesehen. An der Außenwand befindet sich ein großes Mosaikbild des namensgebenden Drachens (Dragão). Die Fassade ist durch die Balkone und die Fertigbetonteile geprägt, die gleichzeitig lüften und vor der Sonneneinwirkung schützen sollen.
Seit der Errichtung des Gebäudes hat es sich aufgrund gesellschaftlicher, historischer als auch rechtlicher Bedingungen stark verändert, wobei der Stil Guedes’ weiterhin erkennbar ist. In seiner Abschlussarbeit beschreibt Francisco Ferreira detailreich alle festgestellten baulichen Veränderungen seit 1951. Auffällig sind neben der unzureichenden Pflege des Gebäudes vor allem die Gitter an den Balkonen (Auswirkungen des Kolonialkriegs) und auch die zunehmenden kommerziellen Nutzungen (Einzug von Geschäften im und hinter dem Gebäude). Ferreira führt dies auf die Verstaatlichung aller Gebäude im Zuge der Unabhängigkeit Mosambiks 1975 zurück, da es in deren Folge an finanziellen Mitteln zur Instandhaltung gemangelt hätte.
In der portugiesischen Denkmaldatenbank Sistema de Informação para o Património Arquitectónico, die auch Werke ehemaliger portugiesischer Kolonien umfasst, ist das Edifício Dragão mit der Nummer 31690 eingetragen.